# Camisas-negras

Logotipo dos camisas-negras (1941)

Os Camisas Negras foram grupos paramilitares fascistas da primeira metade do século XX - notavelmente o grupo de apoiadores de Mussolini na Itália fascista, também conhecido como a "Milícia Voluntária para a Segurança Nacional", que mais tarde tornou-se uma organização militar regular daquele país. Devido à cor dos seus uniformes, os seus membros ficaram conhecidos como camisas-negras (em italiano:  camicie nere, em inglês:  blackshirts).

## Os camisas negras italianos
Provavelmente inspirado nos camisas-vermelhas de Garibaldi, a sua atividade está enquadrada a partir do período entre-guerras até o fim da Segunda Guerra Mundial. O termo é aplicado a diferentes grupos que imitavam o uniforme, como os blackshirts da União Britânica de Fascistas e a SS do partido nazista alemão.
Os camisas-negras foram organizados por Benito Mussolini como uma violenta ferramenta militar do seu movimento político. Os fundadores foram intelectuais nacionalistas, ex-oficiais militares, membros especiais dos Arditi e jovens latifundiários que se opunham aos sindicatos de trabalhadores e camponeses do meio rural. Seus métodos tornaram-se cada vez mais violentos à medida que o poder de Mussolini aumentava, e usaram da violência, intimidação e assassinatos contra opositores políticos e sociais. Entre seus componentes, que formavam um grupo muito heterogêneo, incluíam-se criminosos e oportunistas em busca da fortuna fácil.

## Grupos similares
Seu ethos e uniformes foram imitados por outros que compartilhavam da ideologia fascista, como os nazis alemães, que reservaram o preto para guarda pessoal de Hitler (Schutzstaffel ou SS) e escolheram as camisas pardas para as SA (Sturmabteilung), de função similar às camisas negras italianas. Na Inglaterra, sir Oswald Mosley também escolheu o preto para a sua União Britânica de Fascistas. William Dudley Pelley, por outro lado usou a alcunha de camisas-prateadas (Silver Shirts) para sua Legião Prateada da América, nos Estados Unidos.
Os integralistas brasileiros de Plínio Salgado foram chamados de camisas-verdes, já os membros da Falange Espanhola de José Antonio Primo de Rivera receberam a alcunha de camisas-azuis, assim como os camisas-azuis da Irlanda (liderados por Eoin O'Duffy e o seu Army Comrades Association), os camisas-azuis canadenses (da Canadian National Socialist Unity Party), os camisas-azuis franceses (associados ao Solidarité Française e do Parti Franciste), e os chineses da Sociedade dos Camisas-Azuis). Já no México houve um movimento fascista com características similares que adotou as camisas douradas.
Na segunda década do século XXI, um grupo de extrema-direita britânico composto por ex-soldados, autointitulados "21st Century Blackshirts" (Camisas Negras do Século 21), se propôs a reviver a União Britânica de Fascistas, elegendo Sir Mosley como uma espécie de líder espiritual. Dissidentes do Partido Nacional Britânico e do movimento conhecido como English Defence League, estes oficiais do exército criaram, em janeiro de 2013, um novo partido inspirado na União Britânica de Fascistas que, atualmente, atende pelo nome de "Nova União Britânica" (New British Union - NBU).

Camisas-negras marchando em Roma, 1922
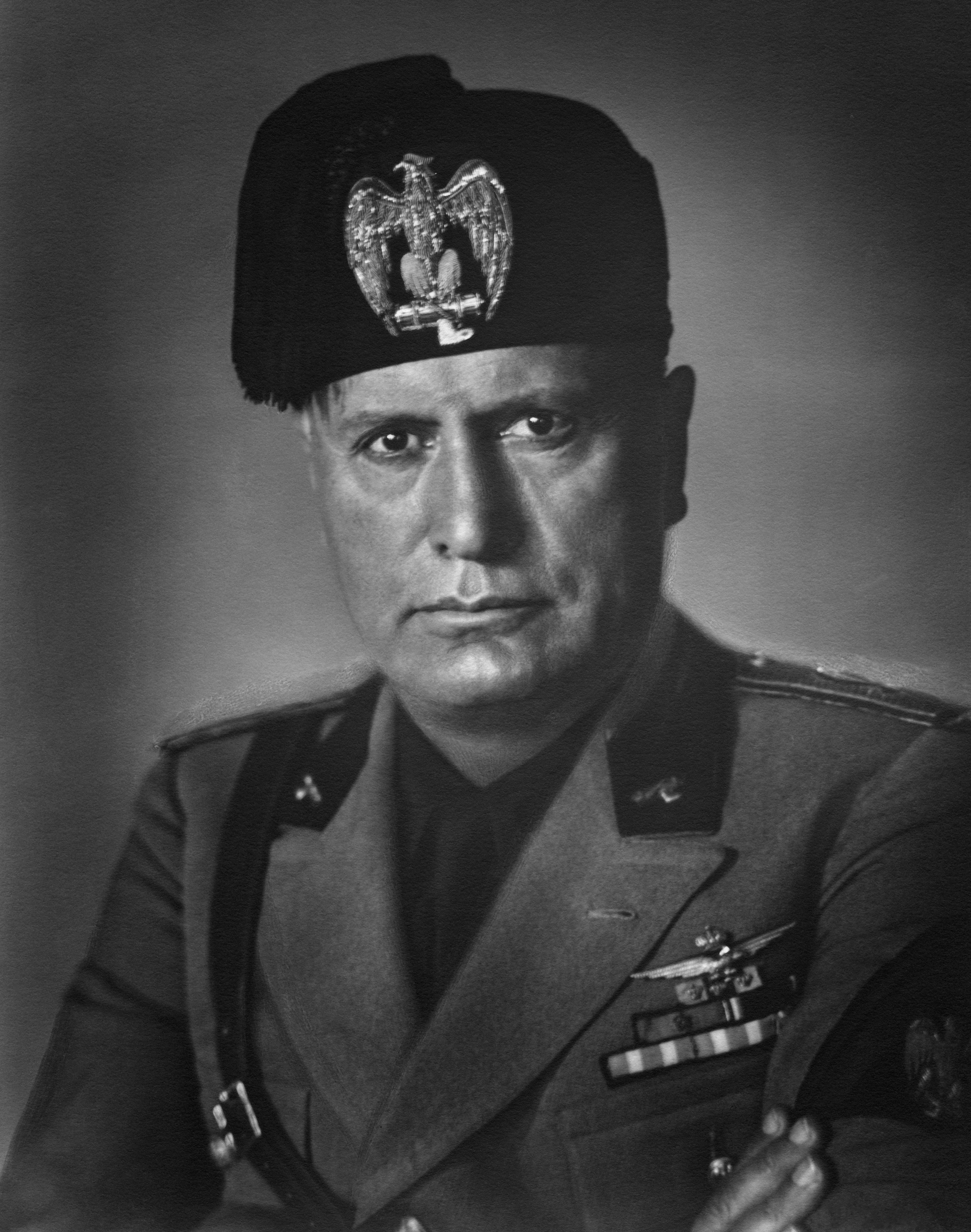
Benito Mussolini como "Primeiro Cabo Honorário" do MVSN
Logotipo do partido nacional fascista italiano